# Emilie De Rochefort (Tekken)
Emilie De Rochefort (エミリ・ロシュフォール, Emiri Roshufōru), poznatija kao Lili (リリ, Riri) je jedan od likova iz serijala videoigara Tekken. Uz Sergeja Dragunova i Armor Kinga, jedna je od likova koji su uvedeni u nastavku Tekken 5: Dark Resurrection 2006. godine. Njena priča u Tekkenu obično uključuje rivalstvo s Asukom Kazama.

## Uvod
Emilie De Rochefort, poznatija pod nadimkom Lili uvedena je u Tekken 5: Dark Resurrection, te se pojavljivala u svim sljedećim nastavcima. Kada je debitirala, opisana je kao bogata djevojka iz Monaka koja je koristila svoje vještine u plesu da se bori uličnim stilom. Lili je postala jedna od najpopularnijih likova u serijalu, unatoč nedavnom uvodu u serijal.
Emilijina priča u serijalu Tekken je više osobna, te je malo udaljena od glavne radnje. Oteta u ranoj dobi, Lili je postala zainteresirana za borbu na ulici kada je uspjela istući jednog otmičara. Njen glavni razlog za ulazak na natjecanje King of the Iron Fist, osim njene želje za borbom je ljubav prema ocu, bogatom naftnom magnatu u Monaku koji ima poslovne probleme s korporacijom Mishima Zaibatsu. Ona je često u pratnji svog sobara Sebastiana.
Međutim, njeno rivalstvo s kolegicom s natjecanja Asukom Kazama, djevojkom koja ju je porazila u prethodnom natjecanju, također utječe na njenu glavnu priču. Dok Lili smišlja plan kako se osvetiti, Asuka je fokusirana na drugi problem. Iako su obje ponosne i sposobne za borbu, Lili se čini uvjerenija od Asuke koja je često drska i bahata. Lili također pokazuje karakteristike u rasponu od elegancije do ljupkosti, borbenosti, pa ponekad i sadizma.

## Vanjske poveznice
- Emilie De Rochefort - Tekkenpedia
- Emilie De Rochefort - Tekken Wiki  Arhivirana inačica izvorne stranice od 23. srpnja 2012. (Wayback Machine)